# Chvalovice (Boemia meridionale)
Chvalovice è un comune della Repubblica Ceca facente parte del distretto di Prachatice, in Boemia Meridionale.